# Pestalevo
Pestalevo (macedónul: Пешталево, albánul Peshtaleva) település Észak-Macedóniában, a Pelagonijai körzet Dolneni járásában.

## Népesség
| Lakosok száma | 520  | 607  | 438  | 500  | 461  | 448  | 486  | 511  |
|               | 1948 | 1953 | 1961 | 1971 | 1991 | 1994 | 2002 | 2021 |

2002-ben 486 lakosa volt, akik közül 280 macedón, 144 albán, 44 török, 12 bosnyák, 1 szerb és 5 egyéb.